# Uzun Haszan
Uzun Haszan ibn Ali („Hosszú Hasszán”, azeri اوزون حسن, Uzun Həsən, arab اوزون حسن, Úzún Haszan, törökül Uzun Hasan) Kara Jülük Oszmán unokája, Núr ad-Dín Ali fia. A oguz-török Akkojunlu törzsszövetség vezetője és a nagyhatalmi státuszú türkmén állam létrehozója a 15. század közepén. Nyugat-Irán, Irak és Kelet-Anatólia mellett hatalma még Afganisztán térségére is kiterjedt.

## Uralkodása
Kara Oszmán ifjabb fiának, Hamzának nem volt gyermeke, ezért halála után unokaöccse, Muizz ad-Dín Dzsihángír következett. Ő azonban gyenge uralkodónak bizonyult, 1450-ben vereséget szenvedett a karakojunlui Dzsihán Sáhtól, és elismerte Karakojunlu fennhatóságát Akkojunlu felett. Ennek következtében 1453-ban félreállították, és testvérét, Núr ad-Dín Ali ifjabb fiát, Úzún Haszant állították a helyére. Haszan az első pillanattól kezdve az egyezmény ellenében foglalt állást, és már 1450-től szervezte az ellenállást. 1457-ben azonban Haszan is vereséget szenvedett, így lehetőséget teremtett Dzsihán Sáh számára a hórászáni hadjárat indítására.
Amíg Karakojunlu Hórászánban és más keleti területeken harcolt, Haszan megpróbálta talpra állítani a saját törzsszövetsége haderejét. A béke idejét meghosszabbította, hogy Dzsihán Sáh ellen saját fiai is fellázadtak, és csak 1467-ben indíthatott nyugatra, Akkojunlu ellen hadjáratot. Eddigre azonban Haszan megfelelően felkészült, és legyőzte Karakojunlut. Dzsihán Sáh halálával a lázadásoktól szétzilált Karakojunlu szinte azonnal szétesett, 1468-ban fővárosát, Tebrizt is elfoglalták. Ettől kezdve az Akkojunlu fővárosa is Tebriz lett Diyarbakır helyett.
Uzun Haszan jó kapcsolatokat ápolt a Trapezunti Császársággal. Az Akkojunlu irányultsága így továbbra is az Oszmán Birodalom elleni fellépés maradt. Amikor az oszmánok megtámadták Trapezuntot, Haszan a keresztény császár oldalán szállt csatába. Ez a támogatás sem segített azonban Trapezunt végnapjainak elkerülésében, az oszmánok 1461. szeptember 26-án sikerrel vívták meg Trapezunt várát.
Haszan 1472-ben az orvosát, a zsidó Izsák béget küldte követségbe Európába és személy szerint Mátyás királyhoz is, a török elleni összefogás érdekében. Elvi megállapodás ugyan született, de a gyakorlatban nem történt semmi a többszöri követség-váltás ellenére.
Haszan ugyan még több alkalommal legyőzte az oszmánokat nyílt ütközetben (1471-ben Erzincan mellett), de végül 1473-ban Otluk mellett maga is olyan súlyos vereséget szenvedett, hogy nem sikerült felmenteni sógora, II. Dávid városát. 1473-tól viszont már Velence követeinek erős biztatása ellenére sem vállalt újabb oszmánellenes hadjáratot.
Legidősebb fia, a törvénytelen származású Udzsurlu Mehmed fellázadt apja ellen, majd az oszmán szultánhoz menekült. Haszan bérgyilkosokat küldött utána, akik meggyilkolták. Egy grúziai hadjáratban Haszan megbetegedett. 1478-ban a fővárosban, Tebrizben halt meg. Halála után nem sokkal két fia – Jakup és Halíl – között testvérharc tört ki.

## Családja
1458-ban feleségül vette IV. (Komnénosz) Ióannész trapezunti császár második feleségétől, Sajbánida N. császárnétól, Devlet Berdi kánnak, az Arany Horda uralkodójának feltételezett lányától született leányát, Teodórát (vagy Katalint) (–1478 után), „Deszpina Hatun”-t, aki Harput városában élt. Teodóra nem tért át az iszlám hitre, később a diyarbakiri keresztény templomban temették el. Teodórától három leánya és egy Jakup nevű fia született, aki korán meghalt. Haszannak korábban egy rabszolgaleánytól született a legidősebb fia Udzsurlu Mehmed. Halíl, Jakup és Júszuf nevű fiai a szeldzsuk főfeleségétől, Sáh Begumtól születtek, Makszúd anyja ismeretlen.
A Komnénosz Teodórától született lánya, Alam Sah Begum/Halima Begi Aga (keresztény nevén Márta), Hajdar Szultánhoz ment feleségül, akinek fia később I. Iszmáíl néven a Szafavida-dinasztia alapítója lett. Később tehát a rokon uralkodóház, a Szafavidák szüntették meg az Úzún Haszan által létrehozott Akkojunlu államot.